# Benson (Illinois)
Benson és una població dels Estats Units a l'estat d'Illinois. Segons el cens del 2000 tenia 408 habitants.

## Demografia
Segons el cens del 2000, Benson tenia 408 habitants, 172 habitatges, i 117 famílies. La densitat de població era de 926,6 habitants/km².
Dels 172 habitatges en un 27,3% hi vivien nens de menys de 18 anys, en un 61% hi vivien parelles casades, en un 6,4% dones solteres, i en un 31,4% no eren unitats familiars. En el 27,9% dels habitatges hi vivien persones soles el 17,4% de les quals corresponia a persones de 65 anys o més que vivien soles. El nombre mitjà de persones vivint en cada habitatge era de 2,37 i el nombre mitjà de persones que vivien en cada família era de 2,92.
Per edats la població es repartia de la següent manera: un 24,3% tenia menys de 18 anys, un 7,4% entre 18 i 24, un 26% entre 25 i 44, un 16,9% de 45 a 60 i un 25,5% 65 anys o més.
L'edat mediana era de 40 anys. Per cada 100 dones de 18 o més anys hi havia 91,9 homes.
La renda mediana per habitatge era de 40.500 $ i la renda mediana per família de 55.536 $. Els homes tenien una renda mediana de 37.031 $ mentre que les dones 21.161 $. La renda per capita de la població era de 19.358 $. Aproximadament el 5% de les famílies i el 4,1% de la població estaven per davall del llindar de pobresa.

## Poblacions més properes
El següent diagrama mostra les poblacions més properes.